# Дитер I фон Изенбург-Бюдинген
Дитер I фон Изенбург-Бюдинген (на немски: Diether I von Isenburg-Büdingen; * ок. 1400; † 20 ноември 1461) е граф на Изенбург-Бюдинген и господар на Мюнценберг и Драйайх.
Той е син на граф Йохан II фон Изенбург-Бюдинген († 1408) и съпругата му Маргарета фон Катценелнбоген († 1438), дъщеря на граф Дитер VIII фон Катценелнбоген († 1402) и графиня Елизабет фон Насау-Висбаден († 1389), дъщеря на Адолф I фон Насау-Висбаден (1307 – 1370) (внук на крал Адолф от Насау). Сестра му Елизабет фон Изенбург-Бюдинген (* ок. 1405; † 1451) е омъжена 1421 г. за граф Бернхард II фон Золмс-Браунфелс (* ок. 1400; † 1459), син на граф Ото I фон Золмс-Браунфелс и Агнес фон Фалкенщайн-Мюнценберг.
Погребан е в манастир Мариенборн.

## Фамилия
Дитер I се жени пр. 26 юли 1409 г. за графиня Елизабет фон Золмс-Браунфелс (ок. 1410; † пр. 17 юли 1451), дъщеря на граф Ото I фон Золмс-Браунфелс и Агнес фон Фалкенщайн-Мюнценберг. Нейният брат е женен за сестра му. Те имат децата:Те имат децата:
- Йохан III (* ок. 1428; † сл. 28 юли 1472), монах в Михелсберг близо до Майнц през 1437 г.
- Дитер фон Изенбург (1412 – 1482), архиепископ на Майнц (1459 – 1461 и 1475 – 1482)
- Лудвиг II фон Изенбург (1422 – 1511), граф на Изенбург и господар на Бюдинген, женен на 1 декември 1552 г. за графиня Мария фон Насау-Висбаден-Идщайн (1438 – 1480)
- Ото († сл. 1440) в свещен орден
- Филип фон Изенбург-Бюдинген (* ок. 1442; † 7 февруари 1470), каноник в Кьолн (1435 – 1445), приор в Св. Паулин Трир (1449, 1451 – 1470) и домхер в Майнц (1461 – 1470)
- Йохан IV фон Изенбург-Бюдинген (* ок. 1444; † 31 декември 1496 в Майнц), каноник в Св. Гереон в Кьолн (1460). Той има три незаконни деца: Магдалена, Дитер и Ханс.
- Агнес фон Изенбург-Бюдинген (1448 – 1497), омъжена пр. 14 януари 1448 г. за граф Вилхелм I фон Вертхайм (1421 – 1482)
- Бернхард († сл. 1450) в свещен орден

От неизвестна жена той има незаконен син:
- Дитер фон Изенбург († сл. 1453), женен ок. 1451 г. за Доротея Кил